# Roger Engelmann

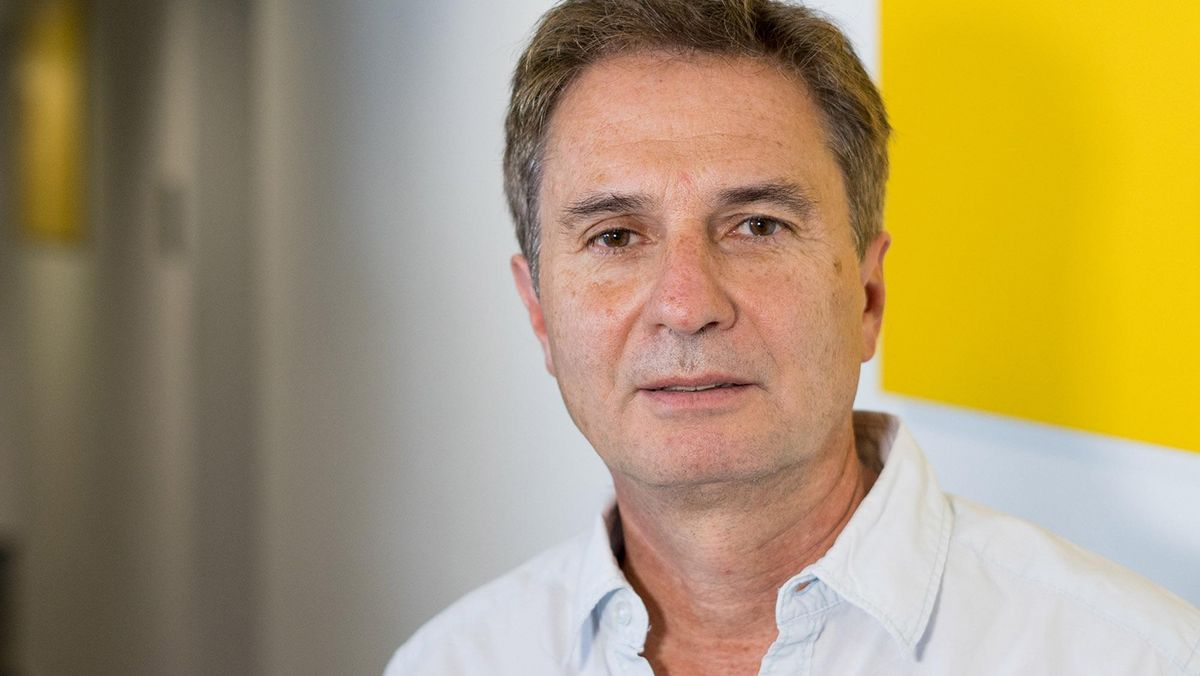
Roger Engelmann (2019)

Roger Engelmann (* 12. September 1956 in München) ist ein deutscher Historiker. Schwerpunkte seiner Forschungen sind die Geschichte der DDR und des Ministeriums für Staatssicherheit.

## Leben
Roger Engelmann wurde 1956 in München geboren. Nach dem Abitur an der Deutschen Schule Rom absolvierte er ein Studium der Geschichte, Germanistik und Sozialwissenschaften an der Ludwig-Maximilians-Universität München (LMU) und schloss dieses mit dem ersten Staatsexamen für das Gymnasiallehramt ab. Zwischen 1985 und 1989 war er Stipendiat und Werkvertragsnehmer am Deutschen Historischen Institut in Rom. 1990 wurde er an der LMU München mit einer Arbeit über den Provinzfaschismus in Italien in den frühen 1920er Jahren am Beispiel der Region Carrara promoviert. Von 1990 bis 1992 war er als wissenschaftlicher Mitarbeiter am Institut für Zeitgeschichte München beschäftigt. Seit 1992 ist er als wissenschaftlicher Mitarbeiter und Projektleiter beim Bundesbeauftragten für die Stasi-Unterlagen in Berlin tätig.

## Wissenschaftliches Wirken
Zu den Forschungsschwerpunkten von Roger Engelmann zählen die Geschichte des DDR-Staatssicherheitsdienstes, insbesondere in den 1950er-Jahren, die politische Strafjustiz in der DDR, die Quellenkunde zum Ministerium für Staatssicherheit sowie Herrschaft und Alltag im Staatssozialismus. Er hat zahlreiche Monografien, Sammelbände und Aufsätze zu diesen Themen veröffentlicht, davon mehrere in Zusammenarbeit mit dem Journalisten und DDR-Experten Karl Wilhelm Fricke. Zurzeit erforscht er, gemeinsam mit Daniela Münkel, am Beispiel des Kreises Halberstadt das Verhältnis von Herrschaft und Gesellschaft in der DDR-Provinz. Darüber hinaus wirkt er an dem von Daniela Münkel geleiteten Forschungs- und Editionsprojekt „Die DDR im Blick der Stasi“ mit.

## Veröffentlichungen (Auswahl)
- Provinzfaschismus in Italien – politische Gewalt und Herrschaftsbildung in der Marmorregion Carrara 1921–1924. Oldenbourg, München 1992, ISBN 3-486-55953-2 (Volltext online verfügbar).
- mit Karl Wilhelm Fricke: „Konzentrierte Schläge“ – Staatssicherheitsaktionen und politische Prozesse in der DDR 1953–1956. Berlin 1998, ISBN 3-86153-147-X.
- als Herausgeber mit Clemens Vollnhals: Justiz im Dienste der Parteiherrschaft. Rechtspraxis und Staatssicherheit in der DDR. Berlin 2000, ISBN 3-86153-184-4.
- mit Bernd Eisenfeld: 13.8.1961: Mauerbau Fluchtbewegungen und Machtsicherung, mit einem Vorwort von Marianne Birthler, Edition Temmen, Bremen 2001, ISBN 3-86108-790-1.
- mit Karl Wilhelm Fricke: Der „Tag X“ und die Staatssicherheit. 17. Juni 1953 – Reaktionen und Konsequenzen im DDR-Machtapparat. Bremen 2003, ISBN 3-86108-386-8.
- mit Frank Joestel: Grundsatzdokumente des MfS. Berlin 2004, ISBN 3-942130-31-9.
- als Herausgeber: Kommunismus in der Krise – Die Entstalinisierung 1956 und die Folgen. Vandenhoeck & Ruprecht, Göttingen 2008, ISBN 978-3-525-35052-2.
- als Herausgeber mit Bernd Florath, Helge Heidemeyer, Daniela Münkel, Arno Polzin, Walter Süß: Das MfS-Lexikon. 4., aktualisierte Auflage, Ch. Links Verlag, Berlin 2021, ISBN 978-3-96289-139-8, Online-Version.
- als Bearbeiter: Die DDR im Blick der Stasi 1953. Die geheimen Berichte an die SED-Führung. Vandenhoeck & Ruprecht, Göttingen 2013, ISBN 978-3-525-37500-6.

## Artikel
- Blutjustiz als politisches Lehrstück. Todesurteile in DDR-Schauprozessen der fünfziger Jahre. In: Horch und Guck. 1/2008, S. 8–13.